# 爱德华·特伦
爱德华·特伦（德語：Eduard Thelen，1946年9月7日—），德国前男子曲棍球运动员。他曾代表西德国家队参加1972年夏季奥林匹克运动会曲棍球比赛，获得一枚金牌。